# Безсоння (фільм)
«Безсоння» (англ. Insomnia) — американський психологічний трилер 2002 року Крістофера Нолана, головні ролі у якому виконали Аль Пачіно, Робін Вільямс і Гіларі Свонк. Римейк однойменного норвезького фільму 1997 року.
Американська прем'єра фільму відбулася 24 травня 2002 року. Картина отримала схвальні відгуки критиків і комерційний успіх.

## Сюжет
Два детектива з Лос-Анджелеса прилітають на Аляску, щоб розслідувати обставини вбивства молодої дівчини, яка була побита до смерті. Незважаючи на те, що все поліцейське управління Аляски схиляється до того, що дівчину вбив однокласник, досвідчений детектив Дормер відразу розуміє, що потрібно шукати більш «велику рибу».

## Актори
- Аль Пачіно — детектив Вілл Дормер
- Робін Вільямс — Волтер Фінч
- Гіларі Свонк — детектив Еллі Барр
- Мойра Тірні — Рейчел
- Мартін Донован — детектив Геп Екгарт
- Кетрін Ізабель — Таня Франке
- Крістал Лоу — Кей Коннелл
- Емілі Перкінс — дівчина, що виступає на похороні

## Критика
Фільм отримав позитивні відгуки кінокритиків. На сайті Metacritic стрічка має середню оцінку 78 зі 100 на основі 36 рецензій. На агрегаторі відгуків Rotten Tomatoes картина має середній бал 7,7/10 і рейтинг 92 %, що базується на 199 відгуках.